# Alberto Cecchin
Alberto Cecchin (Feltre, 8 de agosto de 1989) es un ciclista italiano que fue profesional desde 2013 hasta 2017.

## Palmarés
2013
- 1 etapa de la Flèche du Sud

2015
- Trofeo Alcide Degasperi
- 1 etapa de la Ronde van Midden-Nederland